# Чигуряева, Анастасия Андреевна
Анастасия Андреевна Чигуряева (1905—1987) — советский ботаник, палинолог, доктор биологических наук, профессор.

## Биография
В 1926 году окончила биологический факультет Саратовского университета (СГУ). С 1930 года работает ассистентом в Саратовском зоотехническо-ветеринарном институте. В 1932 году поступает в аспирантуру. В 1935 году становится ассистентом, а в 1939 году — доцентом кафедры морфологии и систематики растений СГУ.
Будучи молодым сотрудником кафедры, она руководила выполнением темы «История развития растительности голоцена на Юго-Востоке европейской части СССР», предложенной Саратовским краеведческим музеем. Основными объектами изучения были Ивановские торфяники Лопатинского района Саратовской области. Первые шаги в анализе образцов торфа методом спорово-пыльцевого анализа она сделала под руководством В. С. Доктуровского, который возглавлял это направление в то время. В процессе работы ею был впервые применен метод спорово-пыльцевого анализа донных отложений. На его основе А. А. Чигуряевой не только определены виды растений, но и выделены этапы развития растительности за весь период формирования торфяников, установлен их возраст и реконструирован климат. Полученный материал стал основой кандидатской диссертации, которая была защищена в 1939 году.
В 1951 году после окончания докторантуры при Ботаническом институте АН СССР защищает докторскую диссертацию, посвященную развитию растительности Южного Предуралья в третичное время. Это была одна из первых в Советском Союзе докторских диссертаций по спорово-пыльцевому анализу. Результатом этих исследований явился «Атлас микроспор из третичных отложений СССР», вышедший из печати в 1956 году. Этот атлас был главным, а зачастую единственным пособием в то время по определению спор и пыльцы из третичных отложений.
В 1961 году Анастасия Андреевна Чигуряева возглавила кафедру морфологии и систематики растений, а также палинологическую лабораторию.

## Вклад в науку
Основной научный интерес А. А. Чигуряевой связан с изучением флоры и растительности Юго-Востока европейской части СССР.
Вместе с соавторами ею написано свыше 140 научных и научно-популярных работ. Тематика работ весьма разнообразна: характеристика спорово-пыльцевых комплексов, палиностратиграфическая характеристика третичных и четвертичных отложений, характеристика растительности, восстановление этапов её развития в различные временные отрезки третичного и четвертичного периодов, восстановление палеогеографических условий, выделение горизонтов со своеобразной растительностью (например, сфагновый горизонт в апшеронских отложениях Прикаспийской впадины), характеристика ископаемых пыльцевых зерен гнетовых, кейтониевых, вельвичиевых и других голосеменных, характеристика морфологии пыльцы систематических групп современных растений, в которых затронуты вопросы их эволюции.
Среди проблем, разрабатываемых А. А. Чигуряевой, — мелиссопалинология, или палинологическая характеристика мёдов; вопросы аэропалинологии и связанные с ней проблемы аллергических заболеваний; палинологическая характеристика зерновой пыли с элеваторов, вызывающей аллергию; характеристика ископаемых спор грибов, водорослевых остатков и многие другие.
Кроме изучения палинологических проблем Анастасия Андреевна занималась исследованием современной флоры. Под её руководством сотрудниками был проанализирован гербарий кафедры и издан конспект флоры и флора Саратовской области, а также сводки по медоносным, лекарственным и другим группам растений.
Начиная с 1970-х годов особое внимание А. А. Чигуряева уделяла охране редких и исчезающих растений. При её активном участии были изданы коллективная монография «Охраняемые растения Саратовской области» (1979), научно-популярная книга «Опасайтесь потерять друзей» (1983).
В течение многих лет Анастасия Андреевна была председателем Юго-Восточного филиала Всесоюзного ботанического общества, членом Волго-Уральской комиссии по изучению четвертичного периода, Поволжско-Уральского Совета ботанических садов, Научно-координационного центра по палеоклиматам Института географии АН СССР, почетным членом Палинологической комиссии СССР. Выступала с докладами на международных конгрессах, всесоюзных конференциях, семинарах, совещаниях.
Много внимания уделяла Анастасия Андреевна учебно-методической работе. Ею были подготовлены различные учебно-методические пособия по палинологии.
Одновременно с научно-исследовательской деятельностью А. А. Чигуряева вела большую педагогическую работу. За 1960—1980 гг. на биологическом факультете Саратовского госуниверситета было подготовлено более 150 специалистов-палинологов. Многие ученики Анастасии Андреевны возглавили палинологические лаборатории или кафедры страны.
Указом Президиума Верховного Совета от 15.09.1961 года А. А. Чигуряева за заслуги в подготовке специалистов и развитии науки награждена орденом Ленина. Кроме того, она награждалась медалями «За доблестный труд» в ознаменование 100-летия со дня рождения В. И. Ленина и «Тридцать лет победы в Великой Отечественной войне 1941—1945 гг.».

## Избранные труды
- Чигуряева А. А. Атлас микроспор из третичных отложений СССР. — Харьков : Изд-во ХГУ, 1956. — 118, [136] с.
- Флора Саратовской области : [в 8 ч.] / под ред. А. А. Чигуряевой. — Саратов : Изд-во СГУ, 1986. — Ч. 1 : [Введение. Физико-географический очерк Саратовской области. Порядки аристолохиоцветные, кувшинкоцветные, лютикоцветные, макоцветные, крапивоцветные, букоцветные]. — 75 с. — 300 экз.
- Флора Саратовской области : [в 8 ч.] / под ред. А. А. Чигуряевой. — Саратов : Изд-во СГУ, 1986. — Ч. 2 : [Порядки розоцветные, бобовоцветные, хвостникоцветные, сапиндоцветные, гераниецветные, истодоцветные, бересклетоцветные, крушиноцветные, санталоцветные, лохоцветные]. — 111 с. — 300 экз.
- Флора Саратовской области : [в 8 ч.] / под ред. А. А. Чигуряевой. — Саратов : Изд-во СГУ, 1987. — Ч. 3 : [Порядки гвоздичноцветные, гречихоцветные, свинчаткоцветные, пионоцветные, чаецветные]. — 108 с. — 300 экз.
- Флора Саратовской области : [в 8 ч.] / под ред. А. А. Чигуряевой. — Саратов : Изд-во СГУ, 1987. — Ч. 4 : [Порядки фиалкоцветные, пассифолороцветные, каперсоцветные, тамарискоцветные, ивоцветные, верескоцветные, примулоцветные, мальвоцветные, молочаецветные]. — 116 с. — 300 экз.
- Флора Саратовской области : [в 8 ч.] / под ред. А. А. Чигуряевой. — Саратов : Изд-во СГУ, 1988. — Ч. 5 : [Порядки маслиноцветные, горечавкоцветные, ворсянкоцветные, синюхоцветные, бурачникоцветные, норичникоцветные, ясноткоцветные, колокольчикоцветные]. — 129 с. — 300 экз.
- Флора Саратовской области : [в 8 ч.] / под ред. А. А. Чигуряевой. — Саратов : Изд-во СГУ, 1989. — Ч. 6 : [Семейство сложноцветные]. — 110 с. — 300 экз.
- Флора Саратовской области : [в 8 ч.] / под ред. А. А. Чигуряевой. — Саратов : Изд-во СГУ, 1990. — Ч. 7 : [Порядки частухоцветные, наядоцветные, лилиецветные, орхидноцветные, ситникоцветные, осокоцветные]. — 85 с. — 300 экз.
- Флора Саратовской области : [в 8 ч.] / под ред. А. А. Чигуряевой. — Саратов : Изд-во СГУ, 1991. — Ч. 8 : [Порядки злакоцветные, ароидноцветные, рогозоцветные]. — 76 с. — 300 экз.